# Sol (moneda)
|  | Aquest article tracta sobre la moneda del Perú. Pel que fa a l'antiga moneda francesa, vegeu Sou (moneda). |

El sol (nom espanyol) és la unitat monetària del Perú. Es divideix en 100 cèntims (céntimos). El codi ISO 4217 és PEN i s'abreuja S/.. També és conegut com a nou sol (en espanyol, nuevo sol) per diferenciar-lo dels antics sols, anomenats sol de oro.

## El primer sol o Sol de Oro
El primer sol, anomenat sol de oro ("sol d'or"), va aparèixer el 1931 en substitució de la lliura peruana. Es dividia en 100 centaus (centavos). El seu codi ISO 4217 era PEH. El 1985, fou substituït per l'inti (ISO 4217: PEI), nom del déu inca del sol, a raó de 1.000 antics sols per inti.

## El sol actual o Nuevo Sol
Després d'una hiperinflació galopant, l'1 de gener del 1991 se substituïa l'inti pel nou sol (nuevo sol) a raó d'un milió d'intis per cada nou sol. La fracció conservava la mateixa denominació que la de l'inti: cèntim, a diferència dels primers sols, subdividits en 100 centaus.
Emès pel Banc Central de Reserva del Perú (Banco Central de Reserva del Perú), en circulen monedes d'1, 5, 10, 20 i 50 cèntims i d'1, 2 i 5 nous sols, i bitllets de 10, 20, 50, 100 i 200 nous sols. Les monedes d'1 cèntim gairebé no circulen i els preus normalment s'arrodoneixen en múltiples de 5 cèntims.

## Taxes de canvi
- 1 EUR = 3,90 PEN (19 de novembre del 2008)
- 1 USD = 3,11 PEN (19 de novembre del 2008)